# Ramljane (żupania szybenicko-knińska)
Ramljane – wieś w Chorwacji, w żupanii szybenicko-knińskiej, w gminie Biskupija. W 2011 roku liczyła 118 mieszkańców.